# Reportaj din junglă: Înapoi pe ghețar
Reportaj din junglă: Înapoi pe ghețar (franceză  Les As de la jungle: Opération banquise) este un film de animație francez din anul 2011, difuzat în premieră la televiziune pe 31 decembrie 2011.

## Acțiune
La Polul Sud, morsele au instalat legea terorii pentru pinguini. Tommy și sora lui călătoresc până la Ecuator, unde legenda spune că ar exista o armată de pinguini care au șase prieteni de nădejde - cheia salvării lor. Pinguinul tigrat, Maurice, este flatat de propunere și acceptă sarcina. Împreună cu Miguel, Al, Bob, Gilbert, Batricia, Fred și Maurice, cei doi pinguini pornesc spre Polul Sud pentru a scăpa de tirania morselor.